# Familia Bichir
La familia Bichir Nájera es una familia de actores mexicanos de origen libanés (el apellido paterno, Bichir, proviene del apellido árabe Bashir y se escribe بشير) y español.
Los padres son:
- Alejandro Bichir y
- Maricruz Nájera

Los tres hijos, conocidos como los hermanos Bichir o, más comúnmente, los Bichir, son:
- Demián Bichir,
- Bruno Bichir y
- Odiseo Bichir.

Debido a lo común que es la aparición de los hermanos Bichir en el cine, los MTV Movie Awards México, en 2003, incluyeron la categoría Mejor Bichir en una Película. Estuvieron nominados:
- Demián, 
  - como Mario en Ciudades oscuras (Fernando Sariñana, 2002) y
  - como Manny en Sin noticias de Dios (Agustín Díaz Yanes, 2001),
- Bruno,
  - como Satanás en Ciudades oscuras y
  - como Eduardo en Sin noticias de Dios,
- y Odiseo
  - como Javo en Ciudades oscuras.
  - como Vicente Velasco en Fugitiva, la serie de TVE

Demián obtuvo el premio, por el papel de Manny, en la película de Díaz Yanes.